# Leptogénèse
En cosmologie, la leptogénèse est la formation des leptons dans l'Univers primitif. Les processus responsables de cette leptogénèse, encore mal compris, ont notamment produit une asymétrie entre les leptons et les antileptons peu après le Big Bang, entraînant la domination actuelle des leptons sur les antileptons.

## Problématique

### Dans le cadre du modèle standard
Le modèle standard de la physique des particules prévoit que le nombre de leptons puisse changer en raison de l'anomalie chirale (en), qui affecte l'interaction faible :
- aux températures d'ordre de grandeur inférieur au TeV, le nombre de leptons est presque conservé, mais peut changer un peu en raison de l'effet tunnel ;
- aux températures plus élevées, ce nombre peut changer du fait d'interactions avec les sphalérons, des entités analogues à des particules[1].

Dans le modèle standard, la différence entre le nombre de leptons et le nombre de baryons est conservée avec une grande précision, si bien que la leptogenèse s'accompagne nécessairement d'une baryogénèse.
Les asymétries des leptons et des baryons affectent la nucléosynthèse primordiale ultérieure, beaucoup mieux comprise, au cours de laquelle des noyaux atomiques légers ont commencé à se former. Une synthèse réussie des éléments légers exige qu'il y ait un déséquilibre du nombre de baryons et d'antibaryons de l'ordre d'une partie par milliard lorsque l'univers est vieux de quelques minutes. Une asymétrie du nombre de leptons et d'antileptons n'est pas requise pour la nucléosynthèse primordiale. La conservation de la charge suggère cependant que toute asymétrie antre leptons et antileptons chargés (électrons, muons et taus) devrait être du même ordre de grandeur que l'asymétrie baryonique. Les observations de l'abondance primordiale de l'hélium 4 placent une limite supérieure à toute asymétrie leptonique résidant dans le secteur des neutrinos, mais elle n'est pas très contraignante.
Les théories de la leptogenèse font appel à des sous-disciplines de la physique telles que la théorie quantique des champs et la physique statistique pour décrire ses mécanismes possibles. La baryogenèse, la génération d'une asymétrie baryon-antibaryon et la leptogenèse peuvent être liées par des processus qui convertissent le nombre baryonique et le nombre leptonique l'un en l'autre. L'anomalie quantique Adler–Bell–Jackiw (en) (non perturbative) peut produire des sphalérons, qui peuvent convertir des leptons en baryons et vice versa. Ainsi, le modèle standard est en principe capable de fournir un mécanisme pour créer des baryons et des leptons.

### Au-delà du modèle standard
Dans le modèle standard la leptogenèse s'accompagne nécessairement d'une baryogénèse. Certains modèles théoriques suggèrent cependant que la leptogenèse a commencé avant la baryogenèse (le terme leptogenèse est d'ailleurs souvent utilisé pour désigner la non-conservation des leptons sans la non-conservation correspondante des baryons), mais ce n'est possible que dans le cadre d'extensions du modèle standard.
Une extension simple a été suggérée en 1986 : on ajoute au modèle standard des neutrinos « droitiers », sujets à un mécanisme de see-saw qui confère une très faible masse aux neutrinos connus et prédit l'existence d'un neutrino lourd, dit « stérile ». Alors des leptons sont générés spontanément par la désintégration des neutrinos droitiers, puis les sphalérons convertissent l'asymétrie leptonique ainsi générée en une asymétrie baryonique conforme à celle observée. En raison de sa popularité, l'ensemble du processus est parfois qualifié simplement de leptogenèse.